# Alert (motocicleta)
Alert fou una marca de motocicletes fabricades a Coventry entre 1903 i 1906 per Smith & Molesworth. Les Alert duien motors Sarolea de 2,35, 2,75 i 3,25 CV.